# Octopus vulgaris
Il polpo comune (Octopus vulgaris Cuvier, 1797) o piovra è un mollusco cefalopode della famiglia Octopodidae.

## Etimologia
Il termine polpo ha origine dal latino pōlypus, da una forma greca dorica πώλυπους (pṓlypous) o πωλύπους (pōlýpous), in attico πολύπους (polýpous), probabilmente da πολύς (polýs), "molto" e  πούς, (póus), "piede", quindi "dai molti piedi".
Il termine piovra deriva da pieuvre, forma dialettale normanna derivante dal latino pōlypus.
Spesso, erroneamente, ci si riferisce al polpo utilizzando la parola polipo ma l'unico nome zoologicamente corretto è polpo in quanto i polipi sono invece gli stadi vitali fissi degli animali appartenenti al phylum degli Cnidari o dei coralli.

## Distribuzione e habitat
È un mollusco cefalopode molto diffuso nei bassi fondali, non oltre i 200 m. Preferisce i substrati aspri e rocciosi, perché ricchi di nascondigli, fessure e piccole caverne in cui nascondersi: l'assenza di endo- ed esoscheletro gli permette di muoversi agilmente, di prendere qualsiasi forma e di passare attraverso cunicoli molto stretti. Presente in tutti i mari e gli oceani, è molto diffuso anche nel Mar Mediterraneo. Nel Mediterraneo viene pescato principalmente in due diversi periodi dell'anno: da settembre a dicembre (in buone quantità ma ancora di piccola taglia) e da maggio a luglio (periodo nel quale è di taglia più grossa).

## Descrizione
Il polpo possiede 3 cuori: due sono in corrispondenza delle branchie e pompano sangue ossigenato al terzo sistemico, che lo distribuisce all'organismo. Ha la capacità di cambiare colore molto velocemente e con grande precisione nel dettaglio, che sfrutta sia per mutare affinché non sia visto dai predatori, sia per comunicare con i suoi simili. Caratteristica principale è la presenza di una doppia fila di ventose su ognuna delle otto braccia, il che lo distingue dal moscardino, che ha una sola fila di ventose. Al centro delle otto braccia, sulla parte inferiore dell'animale, si trova la bocca, che termina con un becco corneo utilizzato per rompere gusci di conchiglie e il carapace dei crostacei dei quali si nutre. Il manto è lungo 8-25 cm, le braccia invece sono lunghe in media 40-100 cm, il peso varia da 500 g fino a 7-8 kg negli esemplari più grandi. In genere i maschi sono più grandi delle femmine. L'Octopus vulgaris vive mediamente un anno, al massimo un anno e mezzo. Altre specie simili, come la piovra gigante del Pacifico (Enteroctopus dofleinii), hanno aspettativa di vita maggiore, sopravvivendo anche 5-6 anni.
Può spostarsi rapidamente espellendo con forza l'acqua attraverso un sifone, che viene utilizzato anche per l'emissione dell'inchiostro nero usato in funzione difensiva per confondere possibili predatori. Il nero assolve alla duplice funzione di creare una barriera visiva tra sé e il predatore e a confondere l'olfatto di quest'ultimo, essendo ricco di ormoni.

## Riproduzione

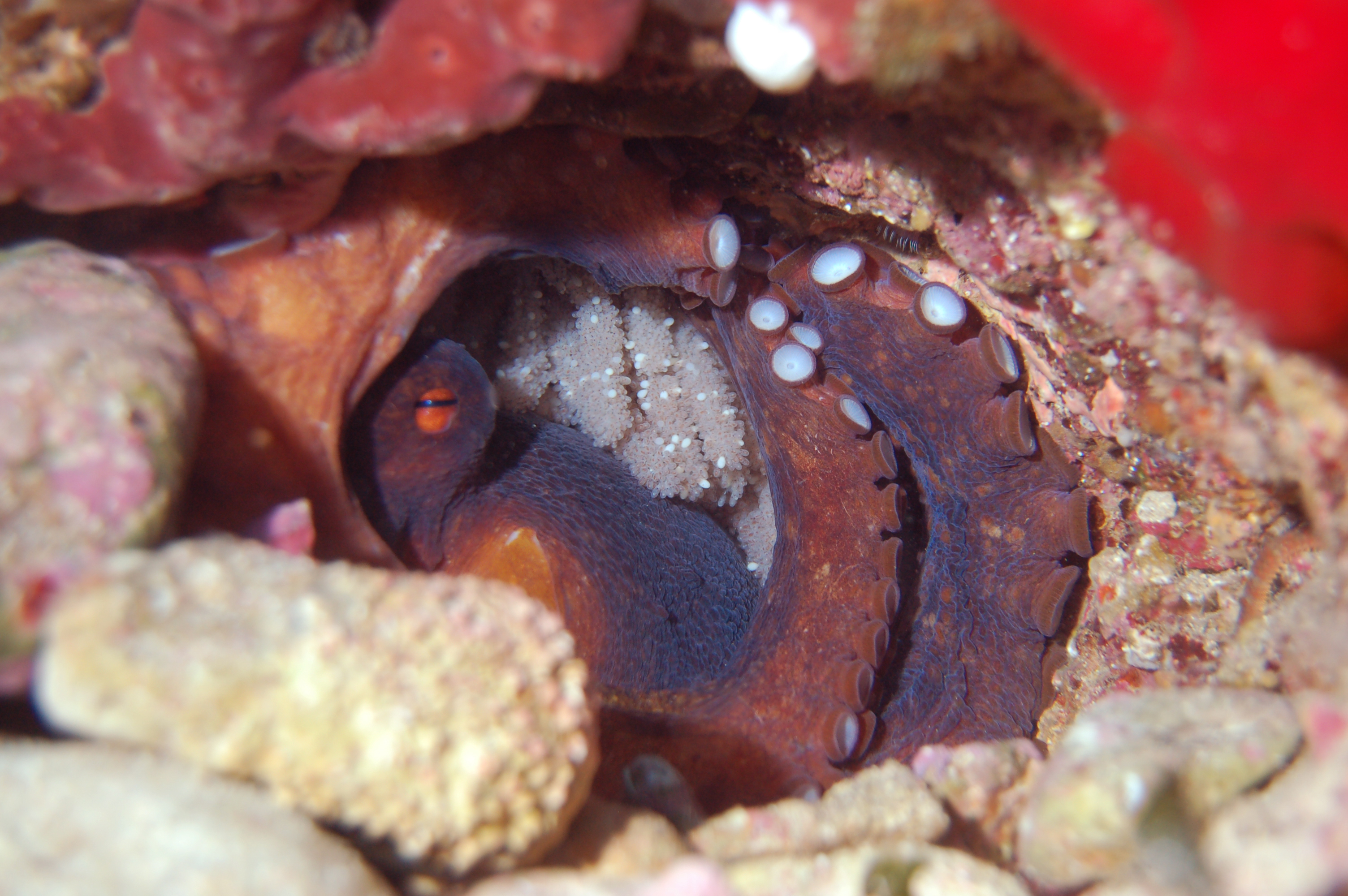
Polpo femmina con uova

Per attrarre le femmine, i polpi effettuano un rituale di corteggiamento. Liberano sperma in pacchetti seminali, detti spermatofore. Per trasferirli alla cavità palleale della femmina durante la copula, utilizzano un braccio modificato chiamato ectocotilo. Dopo che la femmina del polpo ha deposto le uova (in numero che varia da 50000 fino a 400000) le difende da possibili predatori fino alla schiusa, per 1-2 mesi. Il polpo femmina non si nutre durante la cova, perdendo una gran parte del suo peso, e muore dopo la schiusa. Le paralarve che escono dalle uova attraversano prima una fase planctonica, per poi subire metamorfosi, diventare bentonici ed essere in tutto e per tutto simili ad adulti in miniatura.

## Specie affini
Il polpo è talvolta confuso con la polpessa (Callistoctopus macropus), un cefalopode dalle abitudini notturne, caratterizzato da una livrea rossiccia e punteggiata di bianco, meno robusto e con braccia più lunghe del polpo, che talvolta gli permettono di predare anche il polpo stesso.

## Comportamento
È considerato uno degli invertebrati più intelligenti; è stato, per esempio, dimostrato che il polpo comune ha la capacità di apprendere se sottoposto a test di apprendimento per associazione e osservando gli altri della sua specie, capacità che in precedenza era stata dimostrata solo in alcuni mammiferi. Quest'ultima evidenza è alquanto sorprendente, poiché, essendo il polpo un animale fortemente solitario, sembrerebbe inspiegabile un comportamento simile, tipico di animali con rapporti sociali.
Quando viene pescato, è in grado di riguadagnare la libertà uscendo attraverso i boccaporti delle navi. Sottoposto a test durante i quali gli è stata somministrata una preda rinchiusa in un barattolo, il polpo ha dimostrato di essere in grado di aprire il barattolo per raggiungere il cibo.
A volte si nasconde sotto gli anfratti rocciosi del fondo marino. In altri casi vive in tane preparate con pietre e conchiglie disposte in circolo, a difesa dell'imboccatura.
Nonostante i polpi siano tra gli invertebrati più intelligenti, non sono stati condotti molti studi con loro nel campo del dolore. Secondo una nuova ricerca, i polpi provano sentimenti negativi allo stesso modo dei mammiferi.

## Sequenziamento del genoma
Nel 2015, due gruppi di ricerca, all'Università di Chicago e all'Università della California - Berkeley, hanno compiuto il sequenziamento del genoma del polpo e di vari trascrittomi, operazione che ne ha rivelato le notevoli peculiarità. Si tratta, infatti, di un genoma più ampio di quello umano e con un numero superiore di geni codificanti (circa 33000, contro i 25000 del genoma umano). La vastità del genoma è dovuta, in massima parte, all'espansione di due famiglie di geni, le protocaderine e i fattori di trascrizione C2H2.
I geni codificanti per le protocaderine sono presenti in misura doppia rispetto ai mammiferi: trattandosi di proteine implicate nello sviluppo neurale, l'espansione della famiglia dei relativi geni codificanti dà conto dell'ampiezza della loro rete neurale che, oltre a costituire il sistema nervoso più sviluppato tra gli invertebrati, contiene sei volte il numero di neuroni del topo. Due terzi dei neuroni del polpo, peraltro, sono direttamente collegati agli organi di movimento (al punto che le braccia del polpo possono svolgere funzioni cognitive perfino da recise, ad esempio sono ancora in grado di riconoscere ed identificare il resto del corpo una volta tagliate).
Altra particolarità è stata evidenziata con l'individuazione di un gruppo di proteine coinvolte nello spiccato mimetismo del cefalopode, le reflectine, in grado di alterare le modalità di riflessione ottica della luce che incide sul corpo del polpo.
Lo studio del genoma ha permesso la scoperta di un meccanismo che consente alle cellule di cambiare in modo rapido le funzioni di proteine già codificate, intervenendo con modifiche sulle stesse. Gli scienziati ipotizzano che questo meccanismo abbia a che vedere con le eccezionali attitudini all'apprendimento esibite da questi cefalopodi.

## Pesca
Il polpo è un mollusco molto ambito nella pesca di professione, con tecniche a strascico o reti da posta, ma anche sportiva; le tecniche di pesca tradizionali consistono nell'utilizzo di un'esca chiamata polpara che talvolta viene utilizzata insieme a granchi e pesci. A volte il polpo fresco viene preparato con la tecnica prima dello "sbattimento" poi dell'arricciatura direttamente sugli scogli o in macchine apposite che ne consentono la degustazione a crudo. Il polpo arricciato si presenta con le braccia a forma di “boccoli”, le ventose dilatate ed ha una caratteristica consistenza "croccante".

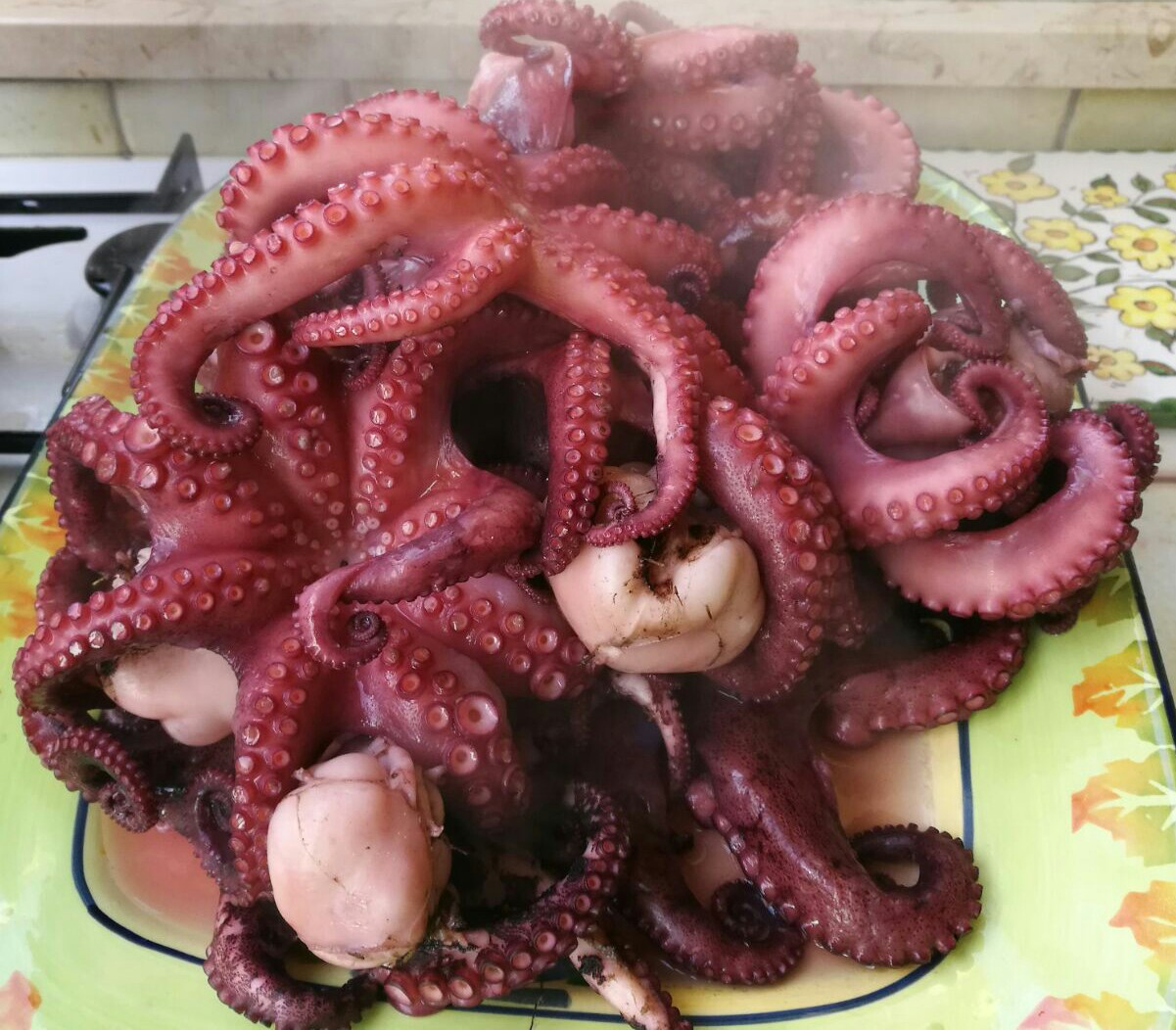
Polpi bolliti

## Cucina
Per le sue carni gustose è utilizzato nelle cucine di molti paesi; ad esempio in Portogallo viene preparata una ricetta tipica dal nome polpo alla frantoiana. Viene consumato principalmente bollito e successivamente condito in molteplici modi, ma anche arrostito, fritto e in tegame.

## Nella cultura di massa
Il polpo comune ha probabilmente dato vita alla figura del leggendario Kraken, che, secondo la mitologia norrena, era un gigantesco polpo (o calamaro, secondo altri) che affondava le navi di passaggio.
Per similitudine si designa come piovra la "persona avida e priva di scrupoli, che vive sfruttando egoisticamente e spietatamente un’altra o altre persone, fino a distruggerne le risorse e le energie, e a provocarne talvolta la rovina"; con "allusione non solo alle lunghe e forti braccia del mollusco (erroneamente chiamate tentacoli) ma anche alla sua vita abissale (...) è oggi una metafora corrente con cui è indicata soprattutto la mafia, per influenza del titolo (La piovra) della omonima serie televisiva".
Squiddi Tentacolo, uno dei personaggi principali del cartone animato Spongebob della Nickelodeon, è un polpo antropomorfo.
Hank del film Alla ricerca di Dory della Pixar è un polpo.